# Estrella Club de Fútbol
Estrella Club de Fútbol è una squadra di calcio spagnola con sede a Santa Lucía de Tirajana, nella comunità autonoma delle Isole Canarie. Fondata nel 1946, milita nella Insular Preferente de Las Palmas, 6º livello della federazione spagnola. Lo stadio è l'Estadio Las Palmitas.

## Storia
Fondata nel 1946, l'Estrella Club de Fútbol è la squadra che rappresenta la città di Santa Lucía de Tirajana.
Successivamente alla fondazione, il club partecipa alla categoria Adhered dal '46 al '56 (ottenendo il titolo nella stagione 1950-1951). In questo periodo la squadra non aveva ancora a disposizione una sede ufficiale e infatti si utilizzarono le dimore di alcuni tifosi che si sono resi disponibili fino alla creazione della sede effettiva. Per quanto riguarda le partite, in questi anni si disputarono nel centro culturale "El Cine".
In un particolare periodo, durato dal 1956 al 1964, il club si dilettava a giocare partite in tornei locali e varie amichevoli contro squadre di città limitrofe.
L'anno 1964 rappresenta l'anno della rivoluzione in quanto si costruì la sede del club, utilizzata tutt'oggi, e successivamente si inizia a giocare nell'Estadio Las Palmitas (dove si disputano attualmente le partite casalinghe).
Dopo aver disputato diverse stagioni tra Insular Preferente de Las Palmas, Tercera División e anche un turno in Coppa del Re, la squadra raggiunge la vittoria del gruppo XII della Tercera División nella stagione 1994-1995 facendosi però sfuggire la promozione in Segunda División B ai play-off.
Dopo diverse retrocessioni e promozioni in Tercera División, Preferente e Primera Regional, nella stagione 2015-2016 arriva un altro successo, però in Preferente, con successiva promozione in Tercera División.
Nel 2018 retrocede nuovamente in Preferente e ci rimane per quattro stagioni. In queste quattro stagioni termina rispettivamente in terza, quarta, quinta ed infine (nella stagione 2021-2022) in prima posizione sia nella fase regolare che al turno dei play-off con la conseguente prima promozione in Tercera Federación, nata un anno prima.

## Palmarès

### Competizioni nazionali
- Tercera División (Spagna): 1

1994-1995 (Gruppo XII)

### Competizioni regionali
- Insular Preferente de Las Palmas: 2

2015-2016, 2021-2022 (Gruppo 2)

### Altri piazzamenti
- Tercera División:

Terzo posto: 2012-2013
- Insular Preferente de Las Palmas:

Secondo posto: 1980-1981, 2009-2010
Terzo posto: 2010-2011, 2018-2019
- Primera Regional Aficionado-Gran Canaría:

Secondo posto: 2008-2009
Terzo posto: 2003-2004

## Statistiche e record

### Partecipazione ai campionati
- Tercera División: 13
- Tercera Federación: 1
- Insular Preferente de Las Palmas: 23
- Primera Regional Aficionado-Gran Canaría: 7

### Partecipazione alle coppe
- Coppa del Re: 1